# Saidou Panandétiguiri
Saidou Madi Panandétiguiri (Ouahigouya, 22 de marzo de 1984) es un futbolista burkinés que juega para SV Wehen Wiesbaden desde enero de 2009.
Él fue miembro de la plantilla de la selección de fútbol de Burkina Faso que disputó la Copa Africana de Naciones de 2004, la cual terminó última de su grupo en la primera ronda de la competición, siendo así eliminada en la calificación para los cuartos de final.
Él también jugó la Copa Mundial de Fútbol Juvenil de 2003.
Él también jugó en el Torneo Preolímpico de la CAF 2008, pero él junto a Fousseni Traoré, fueron encontrados demasiado viejos para un acontecimiento sub-33 (sólo eran permitidos jugadores que hayan nacido el 1 de enero de 1985 o después de esa fecha). Entonces la FIFA le concedió a Ghana, quien al principio perdía 0-5, ganar la eliminatoria por 5-0. .